# Svetovno prvenstvo v hokeju na ledu 2008 - kvalifikacije za Divizijo III
Kvalifikacije za Divizijo III Svetovnega prvenstva v hokeju na ledu 2008 so se odvijale od 15. do 17. februarja 2008. Zmagovalec turnirja, Grčija, je napredoval v naslednjo raven tekmovanja - Divizijo III. 
Tekme so igrali v Olimpijski dvorani Zetra v Sarajevu, BiH. 

## Model
Vsaka reprezentanca je z vsako odigrala po eno tekmo. Za zmago po rednem delu je prejela reprezentanca 3 točke, za zmago po podaljških 2 točki, za poraz po podaljških 1 točko in za poraz po rednem delu 0 točk. 
Najbolje uvrščena reprezentanca napreduje v Divizijo III.

## Rezultati
| 15. februar, 2008 20:30 | Bosna in Hercegovina | 1–10 | Grčija | Olimpijska dvorana Zetra, Sarajevo |

| Poročilo tekme      | Poročilo tekme | Poročilo tekme | Poročilo tekme | Poročilo tekme |
| ------------------- | -------------- | -------------- | -------------- | -------------- |
| Začetek: ni podatka |                |                |                |                |

| 16. februar, 2008 20:30 | Armenija | 0–5 (kazen) | Grčija | Olimpijska dvorana Zetra, Sarajevo |

| Poročilo tekme      | Poročilo tekme | Poročilo tekme | Poročilo tekme | Poročilo tekme |
| ------------------- | -------------- | -------------- | -------------- | -------------- |
| Začetek: ni podatka |                |                |                |                |

| 17. februar, 2008 17:00 | Armenija | 0–5 (kazen) | Bosna in Hercegovina | Olimpijska dvorana Zetra, Sarajevo |

| Poročilo tekme      | Poročilo tekme | Poročilo tekme | Poročilo tekme | Poročilo tekme |
| ------------------- | -------------- | -------------- | -------------- | -------------- |
| Začetek: ni podatka |                |                |                |                |

## Končna lestvica
|   | Reprezentanca        | OT | Z | ZPP | PPP | P | GF | GA | GR  | TOČ |
| - | -------------------- | -- | - | --- | --- | - | -- | -- | --- | --- |
| 1 | Grčija               | 2  | 2 | 0   | 0   | 0 | 15 | 1  | 14  | 6   |
| 2 | Bosna in Hercegovina | 2  | 1 | 0   | 0   | 1 | 6  | 10 | -4  | 3   |
| 3 | Armenija             | 2  | 0 | 0   | 0   | 2 | 0  | 10 | -10 | 0   |

| Reprezentanca | Grčija      | BiH         | Armenija    |
| ------------- | ----------- | ----------- | ----------- |
| Grčija        |             | 10-1        | 5-0 (kazen) |
| BiH           | 1-10        |             | 5-0 (kazen) |
| Armenija      | 0-5 (kazen) | 0-5 (kazen) |             |

Grčija se je kvalificirala v Divizijo III.

## Armenija zaradi kazni izgubila obe tekmi
Direktorat kvalifikacij za Divizijo III Svetovnega prvenstva v hokeju na ledu 2008 se je odločil, da obe tekmi Armenije označi kot zmagi z rezultatom 5-0 za njuna nasprotnika - Grčijo in Bih.
Temu je botrovalo obnašanje armenskih hokejistov, ki niso hoteli pokazati svojih potnih listov ob štirih priložnostih, preden so odigrali svojo prvo tekmo. Prvotno je Armenija izgubila proti Grčiji 5-8 in premagala BiH s 18-1. Tudi brez kazni bi tako v Divizijo III potovala Grčija. 